# 赵南星祠堂
赵南星祠堂，位于中国河北省石家庄市城内，为石家庄市高邑县的一个省级文物保护单位，类型为古建筑，公布时间为1993年7月15日。
赵南星祠堂的历史年代为清代。